# 石倉昇
石倉 昇（いしくら のぼる、1954年6月22日 - ）は、日本棋院東京本院所属の囲碁棋士。神奈川県横浜市出身。九段。

## 人物
東京大学卒業後、銀行マンを経て棋士に転身した異色棋士として注目を集めた。昭和60年・平成元年・平成11年・平成16年・平成21年NHK囲碁講座講師。平成20年、東京大学教養学部附属教養教育開発機構寄附研究部門の客員教授に就任。

## 経歴
- 銀行員で囲碁愛好家の父より、5歳で囲碁を習う。9歳で日本棋院院生となるが、中学受験のためにプロ棋士への道を断念。
- 進学した麻布中学校・高等学校で、岸田正吉が創部した囲碁部に入り、囲碁を、再度開始する。
- 1971年 麻布高校2年生で、全国高校囲碁選手権大会男子個人戦で優勝。
- 1976年 東京大学法学部3年で、学生本因坊戦優勝。
- 1978年 日本興業銀行入行。
- 入行から2年目の秋、国際交流基金の企画により、プロ棋士4人と一緒に中国に囲碁交流使節団として派遣される。
- 1980年 入段。
- 1981年 第6期棋聖戦初段戦優勝。棋道賞新人賞受賞。
- 1982年 第7期棋聖戦三段戦優勝。
- 1984年 第9期棋聖戦四段戦優勝。
- 1986年 第11期棋聖戦五段戦優勝、最高棋士決定戦出場。
- 1988年 大手合第一部全勝優勝。
- 1998年 天元戦本戦入り。
- 2000年4月7日 九段（大手合）。
- 2003年 第21回テレビ囲碁番組制作者会賞受賞。
- 2004年 碁聖戦本戦入り。
- 2005年 十段戦本戦入り。
- 2015年 日本囲碁ジャーナリストクラブ賞を受賞。

## 著書
- 『石倉昇のこれでOK初級突破法 基礎編』日本放送出版協会 1995年。
- 『石倉昇のこれでOK初級突破法 応用編』日本放送出版協会 1996年。
- 改訂版『これだけで碁が分かる～入門から初段まで』アートデイズ

他多数